# Narcissus tazetta subsp. aureus
Narcissus tazetta subsp. aureus és una subespècie de planta bulbosa de la família de les amaril·lidàcies.

## Descripció
És una planta bulbosa amb les flors amb pètals i corona de color groc. Es distribueixen per a França i Itàlia.

## Taxonomia
Narcissus tazetta subsp. aureus va ser descrita per (Jord. i Fourr.) Baker i publicat a Handbook of the Amaryllideae 9, l'any 1888.
Etimologia
Narcissus nom genèric que fa referència del jove narcisista de la mitologia grega Νάρκισσος (Narkissos) fill del déu riu Cefís i de la nimfa Liríope; que es distingia per la seva bellesa.
El nom deriva de la paraula grega: ναρκὰο, narkào (= narcòtic) i es refereix a l'olor penetrant i embriagant de les flors d'algunes espècies (alguns sostenen que la paraula deriva de la paraula persa نرگس i que es pronuncia Nargis, que indica que aquesta planta és embriagadora).
tazetta: epítet llatí que significa "amb petita tassa".
aureus: epítet llatí que significa "d'or".
Sinonímia
- Relació de sinònims de Narcissus tazetta subsp. aureus[5]